# Tai'an
Tai'an (chin. 泰安) este un oraș cu 1,57 milioane de loc. situat în provincia Shandong, China.